# Ranunculus munroanus
Ranunculus munroanus J.R.Drumm. ex Dunn – gatunek rośliny z rodziny jaskrowatych (Ranunculaceae Juss.). Występuje naturalnie w Kaszmirze na pograniczu pakistańsko-indyjskim, w Nepalu oraz w Chinach (w zachodnim Tybecie). 

## Morfologia
PokrójBylina o lekko owłosionych pędach. Dorasta do 10–20 cm wysokości.
LiścieSą trójdzielne. Mają nerkowaty kształt. Mierzą 1–2 cm długości oraz 1,5–3 cm szerokości. Nasada liścia ma sercowaty kształt. Brzegi są całobrzegie lub z trzema parami ząbków przy wierzchołku. Ogonek liściowy jest nagi i ma 3–10 cm długości.
KwiatySą pojedyncze. Pojawiają się na szczytach pędów. Mają żółtą barwę. Dorastają do 8 mm średnicy. Mają 5 eliptycznych działek kielicha, które dorastają do 2 mm długości. Mają 5 eliptycznie owalnych płatków o długości 4 mm.
OwoceNagie niełupki o prawie elipsoidalnym kształcie i długości 1 mm. Tworzą owoc zbiorowy – wieloniełupkę o jajowatym kształcie i dorastającą do 3 mm długości.

## Biologia i ekologia
Rośnie na łąkach. Występuje na obszarze górskim na wysokości około 4200 m n.p.m. Kwitnie od maja do czerwca. 